# Manfred Stern
Manfred (Moses) Stern (auch Emilio Kléber, Lazar Stern, Moishe Stern, Mark Zilbert; * 1896 in Woloka bei Czernowitz, Bukowina, Österreich-Ungarn; † 18. Februar 1954 im Arbeitslager Sosnowka, Sosnowka, Mordwinische Autonome Sozialistische Sowjetrepublik, Russische Sozialistische Föderative Sowjetrepublik) war ein Kommunist, Kominternmitarbeiter und Agent des sowjetischen Militärnachrichtendienstes, GRU. Im Spanischen Bürgerkrieg wurde er als General Kleber bekannt. Als Opfer des Großen Terrors starb er im Gulag.

## Leben

### Von der Bukowina bis Fernost
Manfred Stern wurde 1896 in einem Dorf bei Czernowitz in der damals zur österreichisch-ungarischen Doppelmonarchie gehörenden Bukowina als einer von vier Söhnen in einer jüdischen Familie geboren. Zwei seiner Brüder, Wolf und Leo, wurden später ebenfalls Kommunisten und nahmen in der DDR bedeutende Funktionen ein.
Als Medizinstudent in Wien trat Manfred Stern 1914 freiwillig in die österreichisch-ungarische Armee ein. 1916 geriet er in russische Gefangenschaft und kam in ein Kriegsgefangenenlager in Sibirien. Dort schloss er sich einer bolschewistischen Organisation an.
Durch die Oktoberrevolution kam Stern frei und trat der Roten Armee bei. In deren Auftrag führte er als Kommissar eine Partisaneneinheit gegen die Weiße Armee unter Koltschak.
In den Jahren 1920/21 kämpfte er als Brigadekommandeur der Roten Armee gegen die Truppen von Roman von Ungern-Sternberg in der Mongolei. In dieser Zeit wurde er ebenso in die konstituierende Versammlung der kurzlebigen Fernöstlichen Republik gewählt.
Nach dem Bürgerkrieg studierte Stern in Moskau zuerst an der höchsten Kaderschule der KPdSU. 1923 wurde er nach Deutschland entsandt, um als Bürgerkriegsspezialist im Auftrag der Komintern den Militär-Politischen Apparat (MP) der KPD mit aufzubauen. Er fungierte dabei im Range eines Brigadegenerales unter dem Decknamen Lazar Stern als militärischer Berater des KP-Oberleiters Albert Schreiner, dem der MP-Bezirk Nord-West unterstand.
Erich Wollenberg schreibt Stern bei der Entstehung des Hamburger Aufstands eine entscheidende Rolle zu. Statt Kiel, welches zuerst für ein leninsches „mit dem Degen vorfühlen“ vorgesehen war, schlug er Hamburg vor. Auf diesen Vorschlag hin wurde der Aufstand dann in Hamburg begonnen, so Wollenberg.
1924, Stern war wieder nach Moskau zurückgekehrt, studierte er nun an der Frunse-Militärakademie. Nach Abschluss des Studiums wurde er Mitarbeiter des GRU und unterrichtete im Auftrag von Ernst Thälmann KPD-Kader.
1929 wurde Stern nach New York geschickt und leitete dort die illegale GRU-Residentur. Er agierte dabei unter dem Decknamen Mark Zilbert und baute ein Netz von Quellen und Agenten auf, die sich mit der Beschaffung von Militärgeheimnissen befassten. Beleg dafür war zum Beispiel der Diebstahl eines Panzerprototypen und dessen Verschiffung in die Sowjetunion.
Von New York reiste Stern 1932 nach Shanghai, wo er im Auftrag der Komintern als Militärberater der neu geschaffenen Sowjetrepublik China tätig war. Dafür lernte er auch Chinesisch. Er versuchte unter anderem eine Allianz zwischen der Chinesischen Roten Armee und den Truppen von Chiang Kai-shek zu schmieden. Das Scheitern dieser Allianz war letztendlich der Auslöser für den Langen Marsch. Stern ging daraufhin im Jahre 1935 zurück nach Moskau und arbeitete kurz für Otto Kuusinen im Sekretariat des EKKI.

### Im Spanischen Bürgerkrieg
Im September 1936 reiste Stern, getarnt als ein in Österreich geborener kanadischer Staatsbürger, unter dem Namen Emilio Kléber nach Spanien ein. Als Vorbild für seinen Nachnamen diente einer von Napoleons Generalen, Jean-Baptiste Kléber. Er fungierte hier anfangs im Auftrag der Komintern als Militärberater der spanischen KP-Führung. Im Oktober 1936 wurde er der militärische Befehlshaber der XI. Internationalen Brigade. Er reiste im Januar 1937 mit André Marty nach Moskau, nachdem man ihn seines Kommandos enthoben hatte. Nach dem Tod General Lukacs’ übernahm Stern dessen XII. Interbrigade. Schon im November wurde er gemeinsam mit der XII. Interbrigade bekannt, indem der Zugriff der Franco-Truppen auf das schon aufgegebene Madrid verhindert wurde. Als „Retter von Madrid“ damals populärster Mann der Spanischen Republik, machte sich der nunmehrige General Kléber jedoch langsam bei hochrangigen Militärs und kommunistischen Funktionären unbeliebt. Reibungspunkte waren unter anderem unterschiedliche militärische Auffassungen. So wandte sich Kléber zum Beispiel gegen sinnloses Verheizen kommunistischer Kader bei Sturmangriffen gegen uneinnehmbare Positionen. Außerdem wurde ihm vorgeworfen, aus Ruhmsucht einen Presserummel um sich zu veranstalten.
In diesem Konflikt zog Kléber letztendlich den Kürzeren und wurde nach Moskau zurückberufen. Im Wissen um die Tragweite dieser Rückbeorderung versuchte der NKWD-Chef für Spanien, Alexander Orlow, Kléber zum NKWD zu bekommen. Dieses Ansinnen wurde jedoch von Moskau abgelehnt.

### Opfer des Stalinismus
Vorerst war Stern wieder für Otto Kuusinen tätig, bis er verhaftet wurde. Im Rahmen der NKWD-Verhöre wurden von ihm Geständnisse erzwungen, nach denen er Thälmanns Kurs im Hamburger Aufstand sabotiert hätte und in Spanien ein Agent im Dienste Deutschlands gewesen sei. Der Vorwurf des Trotzkismus wurde ihm ebenfalls gemacht. Im Mai 1939 verurteilte ihn das Militärkollegium des Obersten Gerichts der UdSSR zu 15 Jahren Haft, die er im Gulag an der  Kolyma verbüßen musste.
Im November 1945 wurde Stern zu weiteren zehn Jahren Arbeitsbesserungslager verurteilt, da er und acht Mitgefangene weiter „antisowjetische Auffassungen“ vertreten und u. a. behauptet hätten, „daß die KPdSU/B/ angeblich entartet und von marxistisch-leninistischen Positionen abgerückt sei“. Nach Überweisung in ein Sonderlager wurde Stern, der mittlerweile schwer krank und ausgezehrt war, in das Arbeitslager Sosnowka im hohen Norden Sibiriens verlegt, wo er am 18. Februar 1954 verstarb.